# 不经考虑（我准备好了）
不经考虑（我准备好了）（英語：Un-Thinkable (I'm Ready)）是美国R&B女歌手艾莉西亚·凯斯第四张录音室专辑《无限元素》的第四首单曲，加拿大歌手Drake出现在歌曲的和声中，官方的混音版本于5月28号在iTunes发行。
《不经考虑（我准备好了）》也是艾莉西亚继2007年的《Like You Never See Me Again》之后第一首登上Billboard R&B榜冠军的单曲。在Billboard Hot R&B/Hip-Hop榜单上连续12周夺冠，这也是2010年夺冠时间最久的单曲，而《不经考虑（我准备好了）》的12周冠军也使得艾莉西亚在Billboard Hot R&B/Hip-Hop夺冠的周数达到了54周。
《不经考虑（我准备好了）》是一首节奏舒缓的R&B歌曲，歌曲的Key为B小调。演唱的声音主要在D3到D5之间，伴随着恰到好处的舒缓以及清新的BM、D大调和G大调的和谐。

## 歌曲评价
Billboard杂志的Mariel Concepcion 认为这是《无限元素》中最出色的作品。Concepcion说到艾莉西亚爆发出更为浓烈深沉的情感，在钢琴的伴奏下，艾莉西亚的演唱有一丝不安，但是最后她鼓起了勇气，和大家分享她与她爱人的真挚感情，艾莉西亚的内心在制高点，迸发出巨大的声响。纵观艾莉西亚的音乐生涯，她总是以充满爱情，渴望和悲伤的歌曲打动人心，但是艾莉西亚的言行却从来不像歌迷听到的歌曲那么柔弱和勇于表现自己。
多伦多星报的Ashante Infantry同样把《不经考虑（我准备好了）》选为《无限元素》最为出色的歌曲，艾莉西亚在这首略显“闷骚”的歌曲中，艾莉西亚展现了一如既往的性感迷人。
华盛顿邮报的Allison Stewart对这首歌曲既没有褒奖也没有批评这首歌，只是认为Drake的和声显得没有太大意义。也很疑惑为什么著名的R&B女歌手发专辑总要和至少一个很cool但毫无威胁的说唱明星合作。
Pitchfork的Molly Lambert把《不经考虑（我准备好了）》列为年度第64首最爱歌曲。赞叹道：艾莉西亚每张专辑总有一首完美的歌曲，《不经考虑（我准备好了）》是一听就会喜欢的经典作品。跃动的节奏，颤抖的和声以及深邃的钢琴的和旋，以及浮动的鼓点，舒缓的节奏性感的展现，就像一件艺术品，聆听这首歌仿佛安静的置身于风暴的最中央，各种美妙只有自己知道。

## 榜单成绩
《不经考虑（我准备好了）》在进入Billboard Hot R&B/Hip-Hop榜单的18周之后的5月22日成功夺冠，并成功的12周连冠，也成为艾莉西亚夺冠周数最长的单曲，艾莉西亚此前最长的记录是07年No One的十周冠军。《不经考虑（我准备好了）》在6月3号在Billboard  Adult  R&B Songs攀升到第一，这是艾莉西亚在Billboard  Adult  R&B Songs的第九首冠军单曲。在公告牌百强单曲榜上最高来到21，也是《无限元素》最成功的单曲。也是2010年年终Billboard Hot R&B/Hip-Hop榜排名第一的歌曲。

## 音乐录像带
《不经考虑（我准备好了）》的音乐录像带由Jake Nava指导，在洛杉矶拍摄完成。尽管加拿大说唱歌手Drake出现在歌曲合音中，但最终并没有出现在音乐录像带中，对此艾莉西亚解释说：“这样就太刻意了。”在接受Rap Up magazine采访时，艾莉西亚透露了这首MV的故事情节，“这是讲述一段跨越种族的恋爱。MV会重现两个不同年代对于这件事的反应。”曾参演过《篮球兄弟》的Chad Michael Murray会出现在MV中，扮演艾莉西亚的恋人。
《不经考虑（我准备好了）》的MV在5月12日在BET的106&Park首播，在MV中，艾莉西亚身处两个不同的时代：上个世界的50年代和现在。歌曲的MV获得了第42届NAACP Awards最佳音乐录影带。